# Илази
Ила̀зи (на италиански и на венециански: Illasi) е градче и община в Северна Италия, провинция Верона, регион Венето. Разположено е на 157 m надморска височина. Населението на общината е 5265 души (към 2015 г.).